# Viktor Afanasjevič Abaza
Viktor Afanasjevič Abaza (rusky Ви́ктор Афана́сьевич Абаза́, 24. lednajul./ 5. února 1831greg. – 6. červencejul./ 18. července 1898greg.) byl ruský generálporučík, historik a pedagog.
Jeho otcem byl skutečný státní rada Afanasij Andrejevič Abaza. Vystudoval Michajlovské dělostřelecké učiliště a pak byl 8. srpna 1850 povýšen na praporčíka a poslán sloužit. 16. dubna 1867 byl povýšen na kapitána, 30. srpna 1868 na plukovníka. Pak byl povýšen 4. dubna 1877 na generálmajora a 30. srpna 1893 na generálporučíka.
Byl ženatý s dcerou Georgije Dmitrijeviče Sochanského, s kterou měli dvě děti.
Mezi díla, která sepsal, patří
- Istorija Rossii dlja učaščichsja (История России для учащихся, 1885)
- Rukovodstvo k otěčestvennoj istorii (Руководство к отечественной истории, 1889)